# Кононовский
Кононовский (баш. Кононовка) — деревня в Стерлитамакском районе Республики Башкортостан Российской Федерации. Входит в состав Октябрьского сельсовета.

## География

### Географическое положение
Расстояние до:
- районного центра (Стерлитамак): 22 км,
- центра сельсовета (Октябрьское): 6 км,
- ближайшей ж/д станции (Стерлитамак): 22 км.

## Население
| 2002 | 2009 | 2010 |
| ---- | ---- | ---- |
| 298  | ↗310 | ↘291 |

Национальный состав
Согласно переписи 2002 года, преобладающая национальность — башкиры (32 %).